# Ugljan
Ugljan (italijansko: Ugliano)  je ozek in razmeroma dolg severnodalmatinski otok v Srednjem Jadranu. Leži severno od Pašmana, s katerim ga preko kanala Mali Ždrelac povezuje krajši most. S površino 51 km2 je 14. največji med hrvaškimi otoki in 3. največji med otoki Zadrskega otočja. S celino je povezan s trajektom na kratki liniji Zadar-Preko. Teritorialno-upravno se otok Ugljan deli na tri občine: 
- Preko (vključuje tudi naselje Ugljan)
- Kali in
- Kukljica

## Geografija
Ugljan leži v Zadarskem arhipelagu, severozahodno od otoka Pašman, od katerega ga loči leta 1883 izkopan kanal Mali Ždrelac, in jugozahodno od otokov Rivanj in Sestrunj. Ugljan je s površino 50,21 km² večji med hrvaškimi otoki. Dolg je 22 in širok do 3,5 km, dolžina obale pa je 78,745 km.
Na glavnem grebenu, ki se razprostira v srednjem delu zahodne polovice otoka, sta najvišja vrhova Šćah (288 mnm) in Sv. Mihovil (250 mnm). Otok, ki je večinoma grajen iz apnenčnih kamenin, je porasel z gostim sredozemljskim grmičevjem (makija). Manjši del otoka ima dolomitno sestavo. V tem delu prevladuje zemljišče, ki je primerno za gojenje različnih rastlinskih kultur. Jugozahodna obala je nedostopna in se strmo spušča v globoko morje. Tu se nahajajo prostrani zalivi: Muline ter Vela in Mala Lamjana. Severozahodna obala, ki se položno spušča proti morju, pa je prepredena s številnimi malimi zalivčki.

## Naselja
Ugljan se uvršča med najbolj naseljene hrvaške otoke. Vsa večja naselja na otoku – Ugljan, Lukoran, Sutomišćica, Poljana, Preko (občina), Kali (občina) in Kukljica (občina), ležijo ob severovzhodni, kmetijsko dobro obdelani obali.

## Gospodarstvo
Poleg turizma se prebivalci ukvarjajo še s poljedelstvom. Na otoku vzgajajo predvsem oljke, fige, trto in razno zelenjavo.

## Podnebje
Otok je izpostavljen različnim vetrovom. Burja piha pozimi, jugo spomladi in jeseni, v poletju pa maestral.
Poleti in v zgodnji jeseni prevladuje stabilno in lepo vreme s sončnimi dnevi. Po jutranjem brezveterju sredi dopoldneva začne pihati maestral, ki prijetno ohladi ozračje.
Povprečna letna temperatura je 15 °C. Najtoplejši mesec je julij s povprečno temperaturo 24 °C, najhladnejši pa januar s povprečno temperaturo 12 °C. Letno sije sonce več kot 2.500 ur. Julija dnevno sije sonce od 10 do 12 ur na dan.

## Prebivalstvo
Na otoku stalno živi 6.049 prebivalcev (popis 2011).

## Zgodovina
Otok, ki je neprekinjeno naseljen že od mlajše kamene dobe, se pod današnjim imenom prvič omenja leta 1325. Na nekaterih lokacijah so ohranjeni ostanki ilirskih zgradb. V rimskem času je bilo severozahodno področje otoka gosto poseljeno, na kar opozarjajo arheološke izkopanine. Vsa današnja naselja pa so bila osnovana v srednjem veku.